# Rhododactyla elicrina
Rhododactyla elicrina là một loài bướm đêm trong họ Noctuidae.